# 松本晴
松本 晴（まつもと はる、2001年2月24日 - ）は、大阪府大阪市西区出身のプロ野球選手（投手）。左投左打。福岡ソフトバンクホークス所属。

## 経歴

### プロ入り前
大阪市立西船場小学校時には「大阪西ボーイズ」、大阪市立花乃井中学校時には「大阪生野シニア」に所属しプレー。
高校は、鹿児島県の強豪・樟南高校に進学。2年夏からはエース、2年秋には主将として活躍。夏の鹿児島県大会では準々決勝で敗退するも20奪三振を記録した。
2019年、東都大学野球連盟所属の亜細亜大学に進学。1年春のリーグ戦より登板するが、腰を痛めた。2年春にはランニング中に転倒し、左足首を脱臼骨折した。3年春（2021年4月）にトミー・ジョン手術を経験。4年春に復帰しリーグ戦優勝や全日本大学野球選手権大会優勝に貢献。大学時代の同級生には青山美夏人、田中幹也、重松凱人らがいる。
2022年10月20日に行われたドラフト会議では、福岡ソフトバンクホークスから5位指名を受け、11月19日、契約金4500万円、年俸800万円（金額は推定）で契約合意に達した。背番号は49。なお、亜細亜大学の同級生の重松も同年のドラフト会議でソフトバンクから育成9位指名を受け、入団した。

### プロ入り後
2023年、二軍公式戦で8試合に登板し、1勝1敗、防御率3.82の成績を残す中、6月4日に初めて一軍登録され、同月10日のセ・パ交流戦、対読売ジャイアンツ戦において、9回に6番手で救援登板し、1回を1安打無失点で抑え一軍公式戦初登板を果たす。翌17日の交流戦、対阪神タイガースにおいても、5回と6回の2イニングを無失点で抑える。しかし7月1日に登録を抹消され、二軍で調整となる。8月22日に一軍合流し、同月27日に行われた対東北楽天ゴールデンイーグルス戦で一軍初先発登板を果たし、4回途中で5失点という結果となる。一軍公式戦の登板はその3試合に留まり、二軍公式戦では17試合の登板で65回1/3を投げ、1勝2敗1セーブ、防御率3.31を記録する。シーズンオフの12月13日、契約更改交渉に臨み、現状維持の年俸800万円（金額は推定）でサインした。
2024年、3月下旬に右脚を痛めて出遅れ、8月18日に一軍初昇格、同日の千葉ロッテマリーンズ戦で先発し5回無失点でプロ初勝利、5試合に登板して2勝1敗、防御率2.81。11月から大竹風雅とともにプエルトリコのウインターリーグであるリーガ・デ・ベイスボル・プロフェシオナル・ロベルト・クレメンテに参加し、ヒガンテス・デ・カロリーナに所属し6試合に登板し3勝3敗、防御率3.38の成績を残した。シーズンオフの12月18日、契約更改交渉に臨み、100万円アップの年俸900万円（金額は推定）でサインした。
2025年、開幕前、先発ローテーション入りを期待されていたが、チーム事情から中継ぎに配置転換され、12試合に登板し、1勝1ホールド、防御率0・00。5月21日の北海道日本ハムファイターズ戦から先発に回り5回を3安打1失点と好投した。チームが交流戦の優勝を決めた6月22日の阪神タイガース戦では5回1失点で勝ち投手になった。7月3日の日本ハム戦では自己最長の7回を投げ無四死球14奪三振1失点（自責点0）と好投し3勝目挙げた。8月7日の対千葉ロッテマリーンズ17回戦（ZOZOマリンスタジアム）では3回にゴロをファンブルした上に一塁へのグラブトスも悪送球となり、1プレーで2失策、さらに4回に一塁ベースカバーに入った際にも失策を記録し、1957年8月22日の小野正一（毎日オリオンズ）以来日本プロ野球史上68年ぶり7人目、パリーグに限っても史上4人目となる「投手で1試合3失策」のプロ野球ワーストタイ記録に並んだ。しかし5回1失点の後6回表に味方が逆転したことにより、史上3人目の「1試合3失策を記録した勝利投手」となった。

## 選手としての特徴・人物
最速151km/hを記録した直球とキレのある変化球が持ち味。変化球はスライダー、カットボール、カーブ、チェンジアップなどを投げる。
兄も野球選手で樟南高校時代にはバッテリーを組んでいた。
大学時代には教員免許を取得しており、教育実習を母校の樟南高校で行っている。

## 詳細情報

### 年度別投手成績
| 年 度     | 球 団        | 登 板 | 先 発 | 完 投 | 完 封 | 無 四 球 | 勝 利 | 敗 戦 | セ 丨 ブ | ホ 丨 ル ド | 勝 率 | 打 者 | 投 球 回 | 被 安 打 | 被 本 塁 打 | 与 四 球 | 敬 遠 | 与 死 球 | 奪 三 振 | 暴 投 | ボ 丨 ク | 失 点 | 自 責 点 | 防 御 率 | W H I P |
| --------- | ------------ | ----- | ----- | ----- | ----- | -------- | ----- | ----- | -------- | ----------- | ----- | ----- | -------- | -------- | ----------- | -------- | ----- | -------- | -------- | ----- | -------- | ----- | -------- | -------- | ------- |
| 2023      | ソフトバンク | 3     | 1     | 0     | 0     | 0        | 0     | 1     | 0        | 0           | .000  | 31    | 6.1      | 8        | 0           | 3        | 0     | 1        | 4        | 0     | 0        | 5     | 5        | 7.11     | 1.74    |
| 2024      | ソフトバンク | 5     | 3     | 0     | 0     | 0        | 2     | 1     | 0        | 0           | .667  | 63    | 16.0     | 12       | 1           | 4        | 0     | 1        | 17       | 0     | 0        | 5     | 5        | 2.81     | 1.00    |
| 通算：2年 | 通算：2年    | 8     | 4     | 0     | 0     | 0        | 2     | 2     | 0        | 0           | .500  | 94    | 22.1     | 20       | 1           | 7        | 0     | 2        | 21       | 0     | 0        | 10    | 10       | 4.03     | 1.21    |

- 2024年度シーズン終了時

### 年度別守備成績
| 年 度 | 球 団        | 投手  | 投手  | 投手  | 投手  | 投手  | 投手     |
| 年 度 | 球 団        | 試 合 | 刺 殺 | 補 殺 | 失 策 | 併 殺 | 守 備 率 |
| ----- | ------------ | ----- | ----- | ----- | ----- | ----- | -------- |
| 2023  | ソフトバンク | 3     | 0     | 0     | 0     | 0     | ----     |
| 2024  | ソフトバンク | 5     | 1     | 2     | 0     | 1     | 1.000    |
| 通算  | 通算         | 8     | 1     | 2     | 0     | 1     | 1.000    |

- 2024年度シーズン終了時

### 記録

#### 初記録
投手記録
- 初登板：2023年6月10日、対読売ジャイアンツ2回戦（福岡PayPayドーム）、9回表に6番手で救援登板・完了、1回無失点[31]
- 初奪三振：同上、9回表にオコエ瑠偉から空振り三振[31]
- 初先発登板：2023年8月27日、対東北楽天ゴールデンイーグルス17回戦（楽天モバイルパーク宮城）、3回1/3を5失点で敗戦投手[15]
- 初勝利・初先発勝利：2024年8月18日、対千葉ロッテマリーンズ21回戦（みずほPayPayドーム福岡）、5回無失点[32]
- 初ホールド：2025年4月10日、対オリックス・バファローズ3回戦（京セラドーム大阪）、11回裏に7番手で救援登板、1回無失点

打撃記録
- 初打席：2025年6月8日、対東京ヤクルトスワローズ3回戦（明治神宮野球場）、3回表に高橋奎二から見逃し三振

### その他の記録
- 投手で1試合3失策：2025年8月7日、対千葉ロッテマリーンズ17回戦　※プロ野球タイ記録[25]

### 背番号
- 49（2023年[8] - ）